# Wolfgang Ratz
Wolfgang Ratz (n. el 12 de gener del 1959 a Bilbao) és un escriptor austríac.

## Biografia
Wolfgang Ratz va néixer a Bilbao al País Basc. Passà la seva infantesa a Viena i va estudiar Traducció per castellà, anglès i francès, de manera que Pintura i Il·lustració gràfica. Avui Ratz treballa com a escriptor, traductor lliure, pintor i cantant, i viu a Viena. Escriu poesia, narrativa i crítiques literàries. Els seus textos en alemany i espanyol han estat publicats en revistes de literatura (per exemple Literarisches Österreich, Die Furche, Literaricum, O Correo Galego, Diario de Querétaro) i en antologies. El 1991 va rebre el 3r premi de poesia del P.E.N. Liechtenstein, el 1996 la mención de honor a la convocatòria de la revista latinoamericana Xicóatl, i el 2006 el 2n premi de la convocatòria International Poetry Competition - German, de Feile Filíochta a Dublín.
Wolfgang Ratz és membre de l'associació Grazer Autorenversammlung, membre fundador de l'associació d'autors latinoamericans a Àustria ALA i de l'associació Österreichischer Schriftstellerverband.

## Obra
- Hoja rota/Zerrissenes Blatt, poesia espanyol-alemany (amb Javier Tafur), editorial Cuadernos negros, Calarcá 2007
- El idioma de las hormigas/Die Sprache der Ameisen, poesia espanyol-alemany, editorial Vitrales d'Alejandría, Caracas 2004, ISBN 980-6480-23-6
- Poesía entre dos mundos: antología ALA, poesia(ed.), Edition Doppelpunkt, Viena 2004, ISBN 3-85273-177-1
- Zimt und Metall, poesia, Verlag G. Grasl, Baden bei Wien 2002, ISBN 3-85098-259-9
- 1492-keine Wahrheit ist auch eine Klarheit, teatre, Viena 1992